# Casa pairal de la Pubilla Casas
La casa pairal de la Pubilla Casas és un edifici situat a la carretera de Collblanc de l'Hospitalet de Llobregat, que ha donat nom al barri homònim i està catalogat com a bé cultural d'interès local. Actualment hi ha el col·legi Sant Josep Obrer, regentat per les Serventes del Sagrat Cor de Jesús.

## Història
El 1770, Josepa Casas i Clavell va comprar a l'Estat una gran finca que havia expropiat als jesuïtes, expulsats el 1767 per Carles III, situada al costat del camí ral (actual N-340), i va obtenir del comte de Darnius, propietari de la Torre de Picalquers, el dret a conduir i aprofitar l'aigua dels torrents de les Cucales i dels Albarells, amb la qual regà les extenses terres de la hisenda i les convertí en jardins i horta. El 1771 va fer enderrocar la casa i hi va fer construir una gran casa senyorial d'estil neoclàssic, que seria coneguda posteriorment com la Pubilla Cases. La seva situació estratègica, a les portes de Barcelona i la categoria social que tenia la família Casas per la producció vitivinícola, va fer possible que allotgés visitants il·lustres, tant polítics com eclesiàstics que es dirigien o sortien de Barcelona.
Josepa Casas va morir sense descendència i va repartir els seus béns entre els seus cosins Anton Francesc Casas i Rogent i Josep Anton Casas i Costa. El primer es va casar amb Josepa Romanyà i Costa, i el seu fill Felip Neri Casas i Romanyà es va casar amb Francesca Sors i Matas, a qui va llegar els seus béns en usdefruit, a condició que triés l'hereu entre un dels seus nebots: Antoni, Gaspar, Francesc i Felip Cunill i Sors. Aquest darrer va resultar l'elegit, i en els seus capítols matrimonials va nomenar usufructuària la seva esposa Alberta Campreciós i Folch (†1920). Va ser succeïda per la seva neta Antònia Salallasera Campreciós, filla de la seva germana Dolors i de Salvador Salallasera, natural de Sant Quirze Safaja i llauner amb botiga al carrer de la Bòria de Barcelona. Antònia va nomenar administrador del seu patrimoni al seu marit Josep Molins Carreras, que va recomprar una peça de vinya a Francesc Garcia Cunill, un dels hereus de la gleva de Ca la Casas. El matrimoni va tenir quatre fills: Anna, Salvador, Josep (†1938) i Antoni Molins Salallasera, dels quals Salvador i Antoni van anar comprant parcel·les als altres hereus, reunificant així el patrimoni.
El 1947, la casa fou adquirida per Joaquim Freixa, que hi va instal·lar una fàbrica tèxtil. Aquesta va fer fallida el 1963, i l'any següent, Freixa va vendre la finca a les religioses de la congregació Serventes del Sagrat Cor de Jesús, que hi tenen una escola.

## Descripció
La casa està envoltada per un jardí. La porta és de ferro forjat que té a banda i banda dos pilars de pedra rematats per florons. A la part superior de la reixa hi ha decoració d'entrellaçats i fulles d'heura i al centre unes cases que fan referència a la família Casas.
És un edifici de tres plantes, i originàriament tenia la teulada a quatre vents, però ara té un terrat. Les quatre façanes són semblants. A la planta baixa s'obre al centre la porta d'arc rebaixat i petites finestres quadrangulars a banda i banda. Separant aquesta planta de les superiors hi ha una motllura llisa sobre la qual reposen unes pilastres d'ordre gegant que separen verticalment les obertures del primer i segon pis. Aquestes pilastres són d'ordre jònic i les dues del centre tenen a la part inferior una mènsula molt decorada. Al primer pis s'obren tres balcons i al primer pis tres petites finestres quadrangulars; totes són allindanades i estan emmarcades per una motllura llisa. A la part superior hi ha un fris sense decoració i una cornisa amb molt voladís. Per sobre d'aquesta hi ha el mur de tancament del terrat decorat amb unes bandes llises, en correspondència amb les pilastres.
Es conserva l'antiga entrada de carruatges i l'antic celler del soterrani s'ha adaptat com a capella.